# Algemene begraafplaats Den Helder

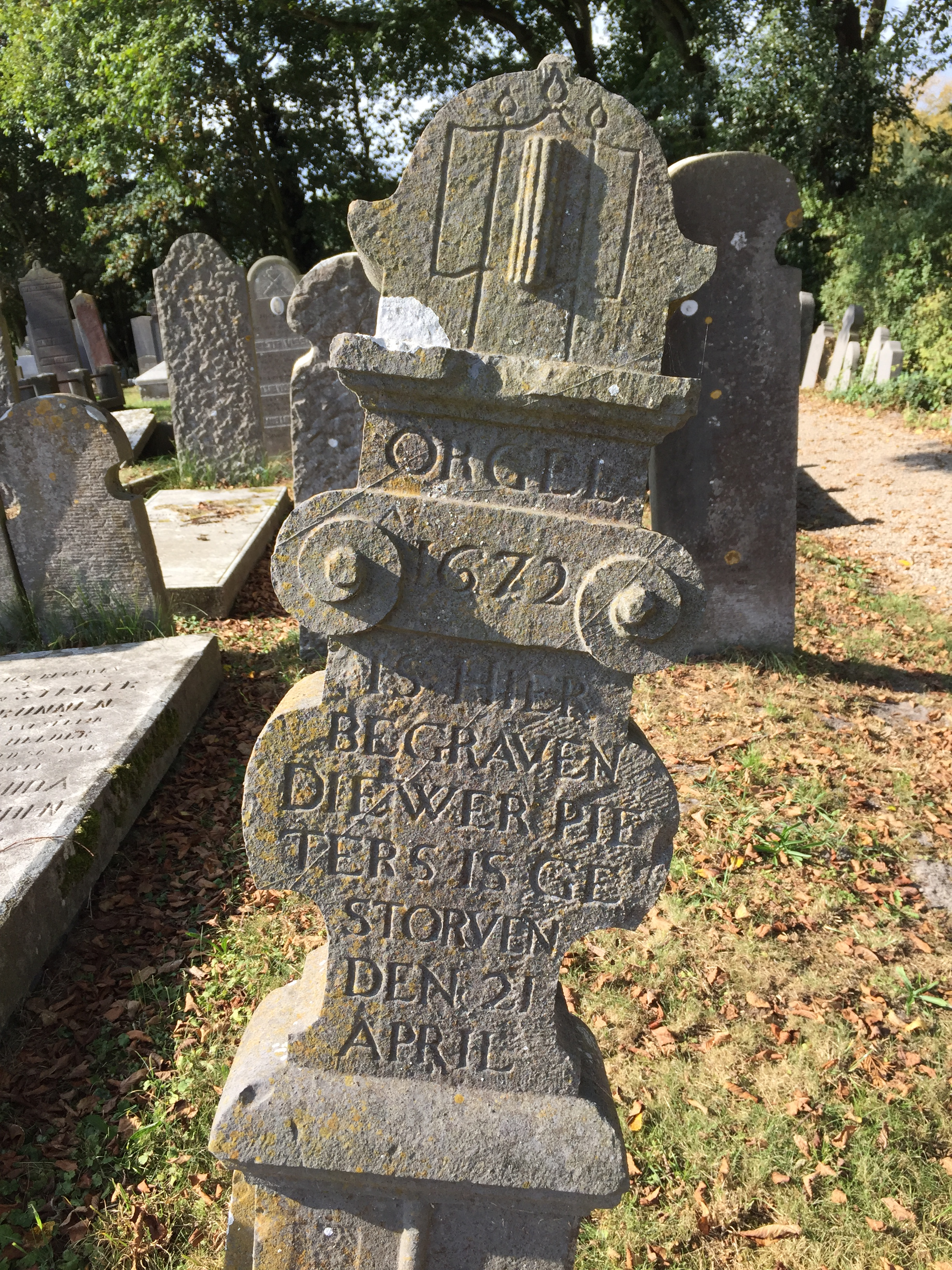
Op een na oudste grafzerk op deze begraafplaats, stammend uit 1672

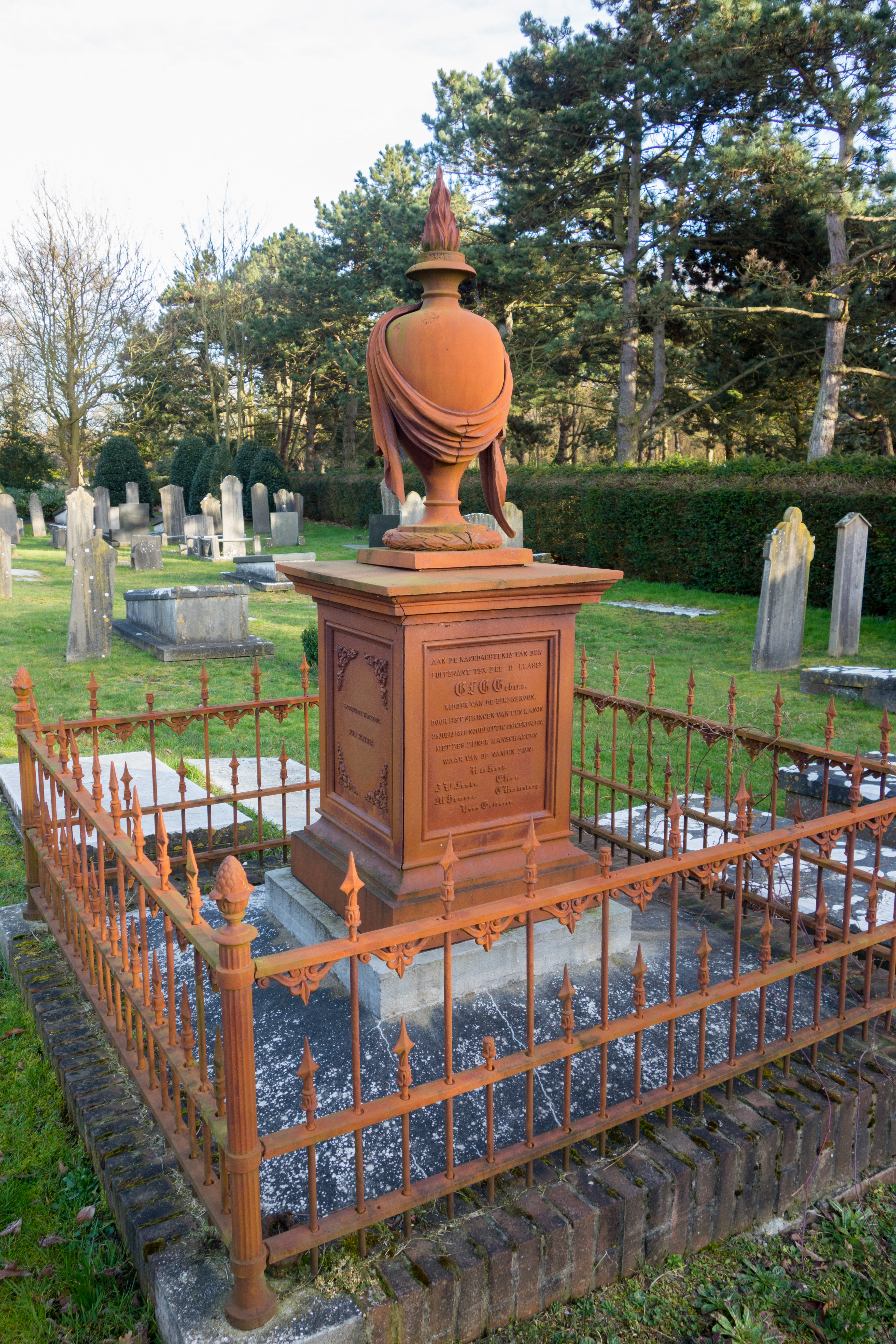
Grafmonument van LTZ 1 G.F.G. Gobius en zes zijner manschappen

De Algemene begraafplaats Den Helder is een oude begraafplaats aan de Kerkhoflaan in Den Helder. Omdat de begraafplaats oorspronkelijk werd aangelegd voor het dorp Huisduinen wordt het ook wel Begraafplaats Huisduinen genoemd. Ten zuiden grenst de begraafplaats aan de Duinweg en ten noorden een volkstuincomplex. Ten oosten bevindt zich de rooms-katholieke begraafplaats Sint Jozef.

## Geschiedenis
Huisduinen was ooit een eilandje dat door de zee steeds verder naar het oosten werd verplaatst. In de 16de eeuw verdween de kerk in zee. Het dorp werd verder landinwaarts heropgebouwd en de begraafplaats werd toen naar het hoogstgelegen deel van het eiland verplaatst, hetgeen te zien is op een kaart uit 1606, gemaakt door Pieter Pietersen. Ondanks dat de begraafplaats aan de Kerkhoflaan is gelegen heeft er nooit een kerk bij de begraafplaats gestaan.
De oudste nog bestaande grafzerk stamt uit 1671 en in het oudste gedeelte zijn veel zeemansgraven te vinden, te herkennen aan schepen en ankers op de grafstenen. Ze zijn enkele van de weinige tastbare herinneringen aan de gouden tijd van de walvisvaart en koopvaardij in Huisduinen.
In de 19e eeuw werden meerdere keren stukken land rond de begraafplaats aangekocht en breidde de begraafplaats uit. De aula nabij de hoofdingang is gebouwd in 1911 en is een gemeentelijk monument. In de jaren 1920 werd de begraafplaats uitgebreid naar een ontwerp van Leonard Springer. In de jaren 1960 werd de begraafplaats vergroot door uitbreiding aan de zuidkant langs de Duinweg. In die tijd werd door de gemeente een overeenkomst gesloten met het bestuur van de Israelitische Begraafplaats om een deel van die begraafplaats over te nemen, in dit deel werden kindergraven gerealiseerd. In ruil voor de overname nam de gemeente het beheer van de Joodse begraafplaats over. Sinds de jaren 1980 is het mogelijk om urnen bij te zetten in urnenmuren.
In 2012 is de begraafplaats uitgebreid met een islamitisch gedeelte met plek voor circa 600 graven. Hiervan zijn anno 2021 slechts acht graflocaties in gebruik. Door de jaren heen is er door onder andere grafruiming een collectie van historische grafstenen ontstaan. Om deze grafstenen een prominentere plek te geven werd in 2019 naast de aula een historische gedenktuin geopend. In deze tuin wordt aan de hand van de grafstenen verteld over het ambacht, de symboliek, de materialen en de geschiedenis van grafstenen op de begraafplaats. In 2021 werden de paden op de begraafplaats vernieuwd en werden bij de kindergraven en rond een vrijstaande kastanjeboom nieuwe banken geplaatst.
Om dierbaren te herdenken die niet op de begraafplaats begraven liggen werd in mei 2021 een metalen gedenkboom onthuld. Voor €25 kan voor de duur van 15 jaar een metalen gedenkblaadje met naam en data van de overledene aan de boom worden bevestigd. In november 2023 werd op de begraafplaats een veld voor sterrenkindjes geopend. Vanwege de grote vraag werd tegelijk ook een tweede gedenkboom onthuld.
In het oude gedeelte werden in 2023 eeuwenoude graven en grafstenen opgeknapt en verstevigd zodat deze voor de toekomst behouden blijven. In april 2024 werd op de begraafplaats een verhalenroute aangelegd. Hierbij zijn op diverse locaties bordjes met QR-codes geplaatst die linken naar een website met veertig verhalen die beluisterd kunnen worden.

## Joodse begraafplaats
De eerste Joden vestigden zich in 1790 in Den Helder. In 1796 kwam er een eenvoudige synagoge in de Jodensteeg. In 1824, het jaar dat het Noordhollands Kanaal werd geopend, werd er ten westen van de bestaande begraafplaats een Joodse begraafplaats aangelegd. In 1837 kreeg de Joodse gemeenschap  een joodse school en een nieuwe synagoge, gefinancierd door de familie Rothschild.
Op 13 april 2005 werd een plaquette onhuld ter nagedachtenis aan de Joodse inwoners van Den Helder die in de Tweede Wereldoorlog zijn weggevoerd en vermoord.

## Voorzieningen
Naast de reguliere graven en het islamitische deel is er ook een gedeelte voor kindergraven. Verder zijn er een columbarium, een strooibos en gedenkbomen. Voor het onderhoud van de graven zijn waterkraantjes beschikbaar en afval wordt gescheiden (gft, pmd en restafval) ingezameld. Bij de hoofdingang is een plattegrond met de verschillende grafvelden aanwezig. Eerder werd informatie verstrekt door middel van een digitale informatiezuil waarbij informatie per graf kon worden gevonden. Sinds het verdwijnen van deze zuil is de informatie over de graven nog steeds beschikbaar via internet.
De aula nabij de hoofdingang van de begraafplaats biedt plaats voor een uitvaartdienst tot tachtig personen. Ook nabij de ingang, in een gebouwtje naast het parkeerterrein bevindt zich een openbaar toilet. Iets verderop op de begraafplaats staat een Joods metaheerhuisje uit 1936 aan de hand van architect J.J. van der Leek, deze werd gebruikt voor het ritueel reinigen van overledenen. Omdat er vanuit het huisje wel eens drenkelingen werden begraven staat het bekend als drenkelingenhuisje. In 2014 opende in dit huisje een informatiepunt en daarnaast is het gebruikt voor exposities en tijdens open dagen. Buiten de hoofdingang aan de Kerkhoflaan is er ook nog een ingang voor voetgangers aan de Jan Verfailleweg, deze achteringang bestond al eerder maar werd in 2014 opnieuw aangelegd nadat de verbinding met de naastgelegen rooms-katholieke begraafplaats werd opgeheven.

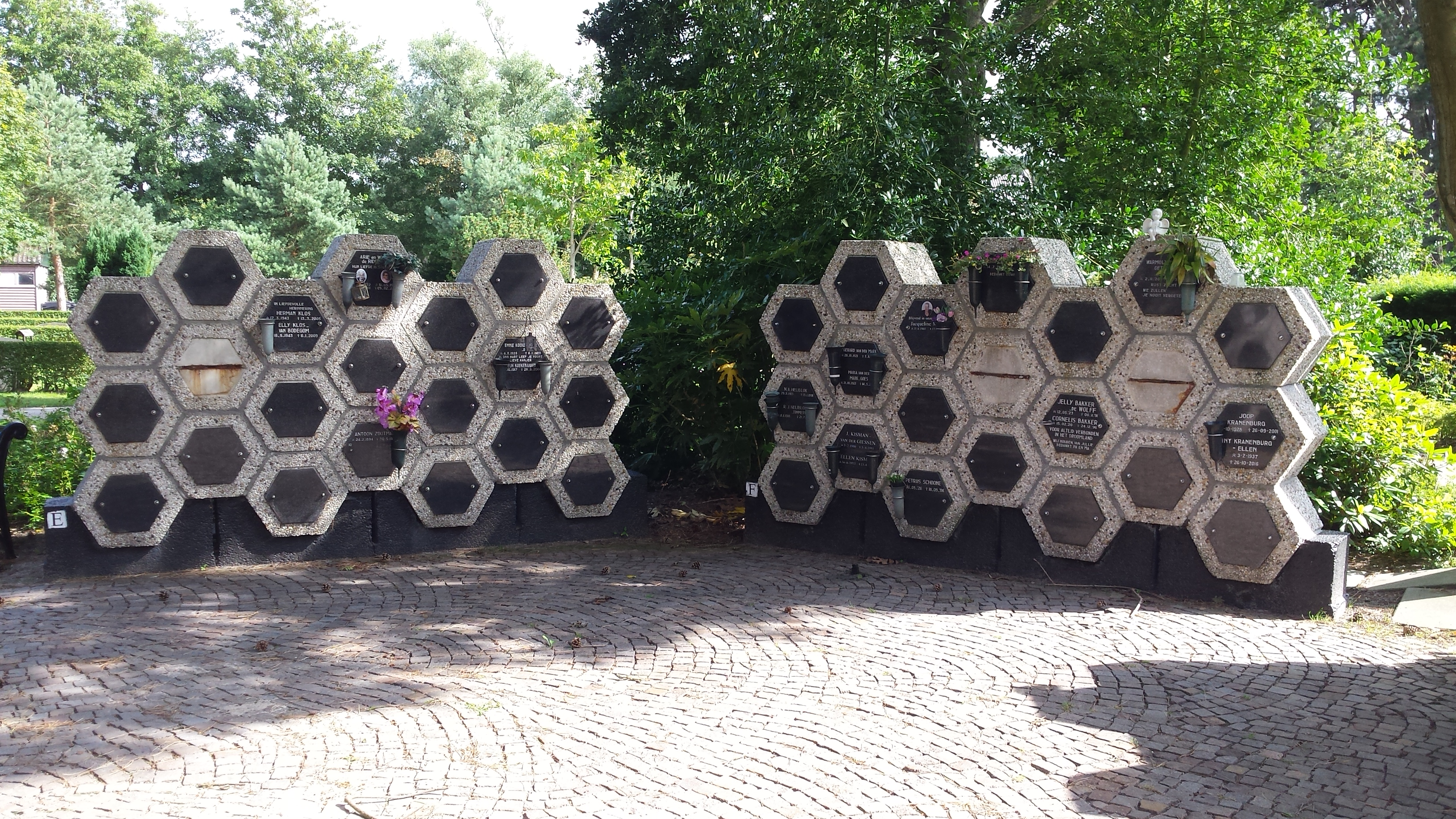
Urnenmuur
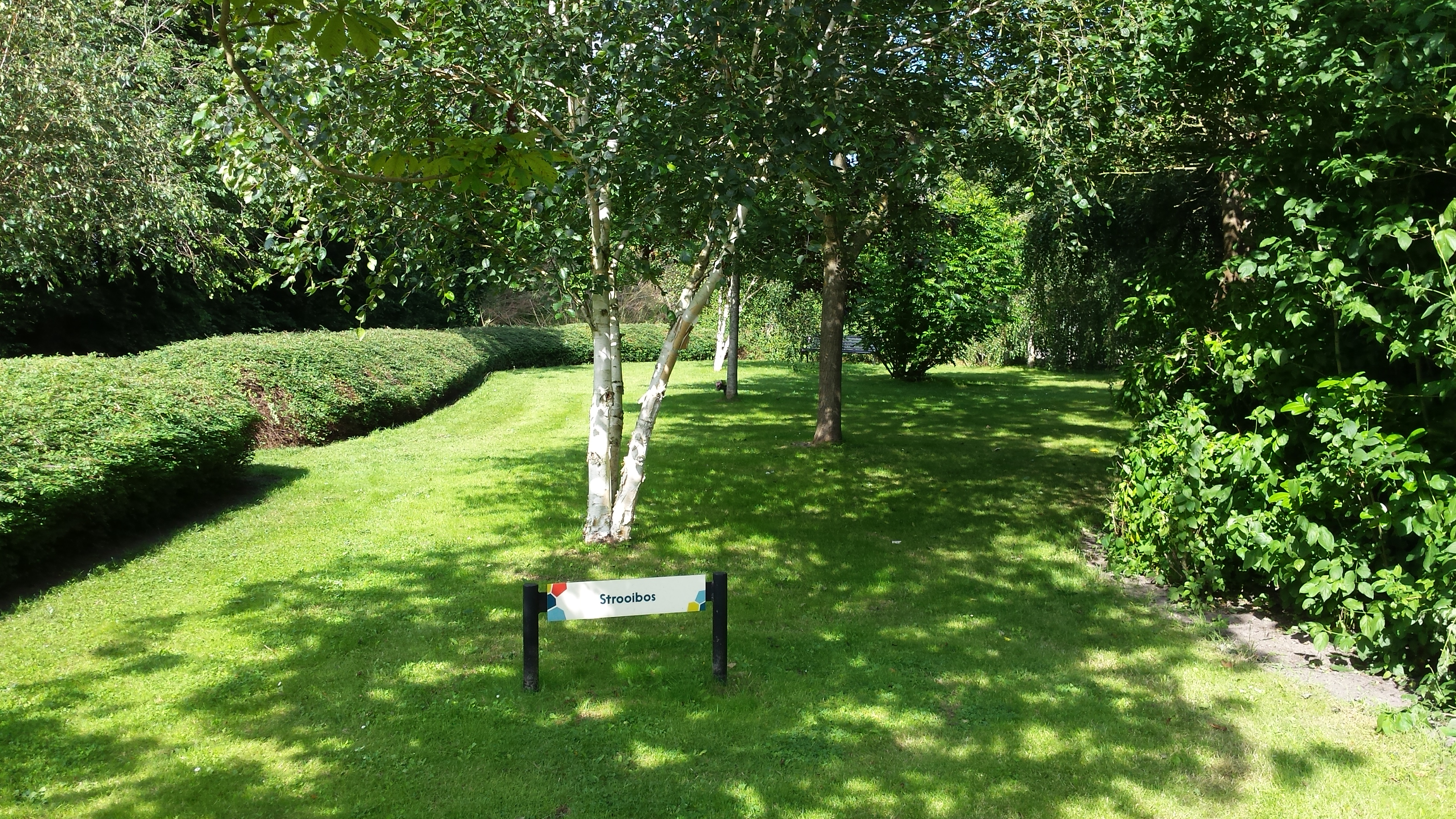
Strooibos
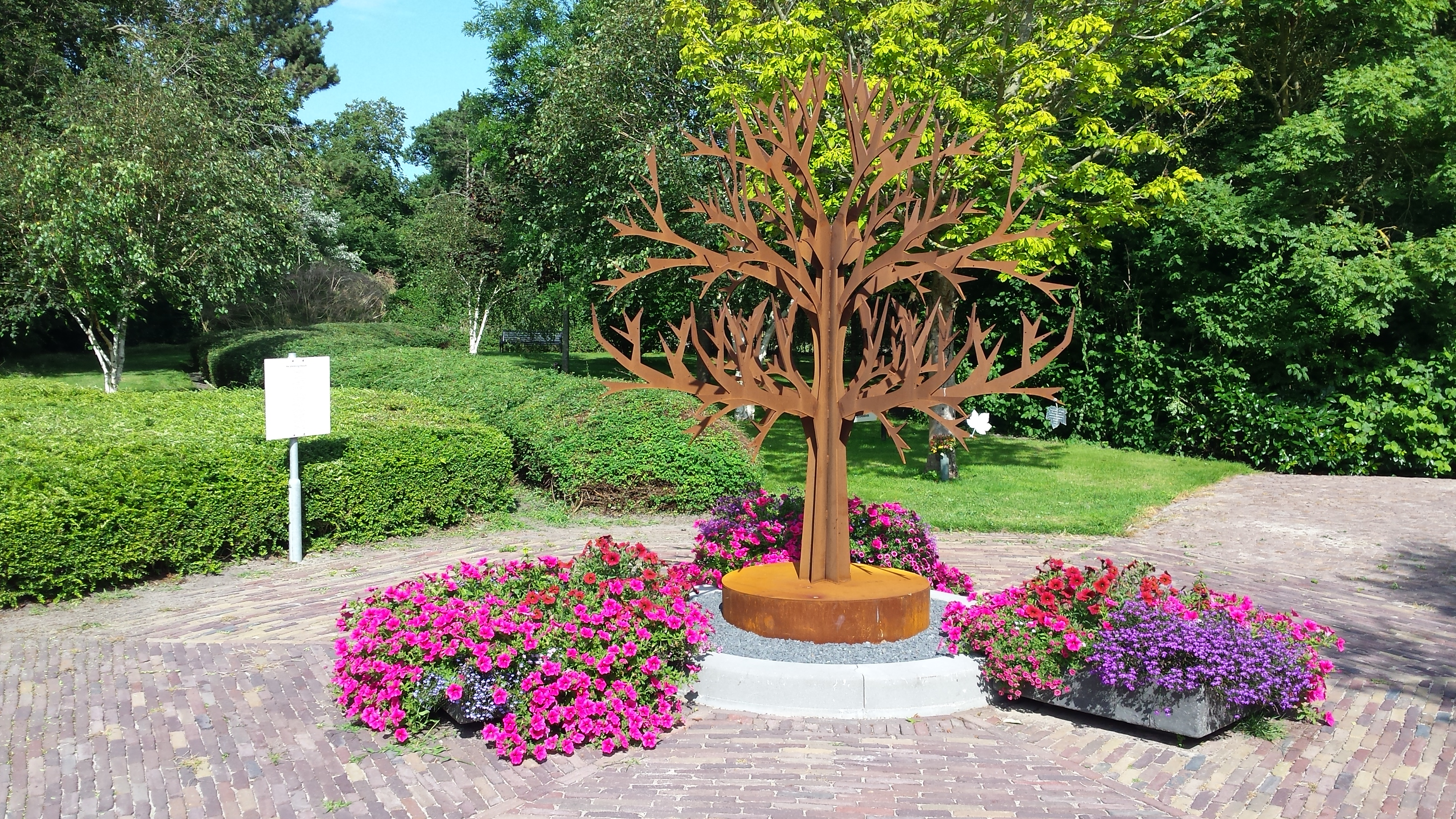
Gedenkboom zonder blaadjes
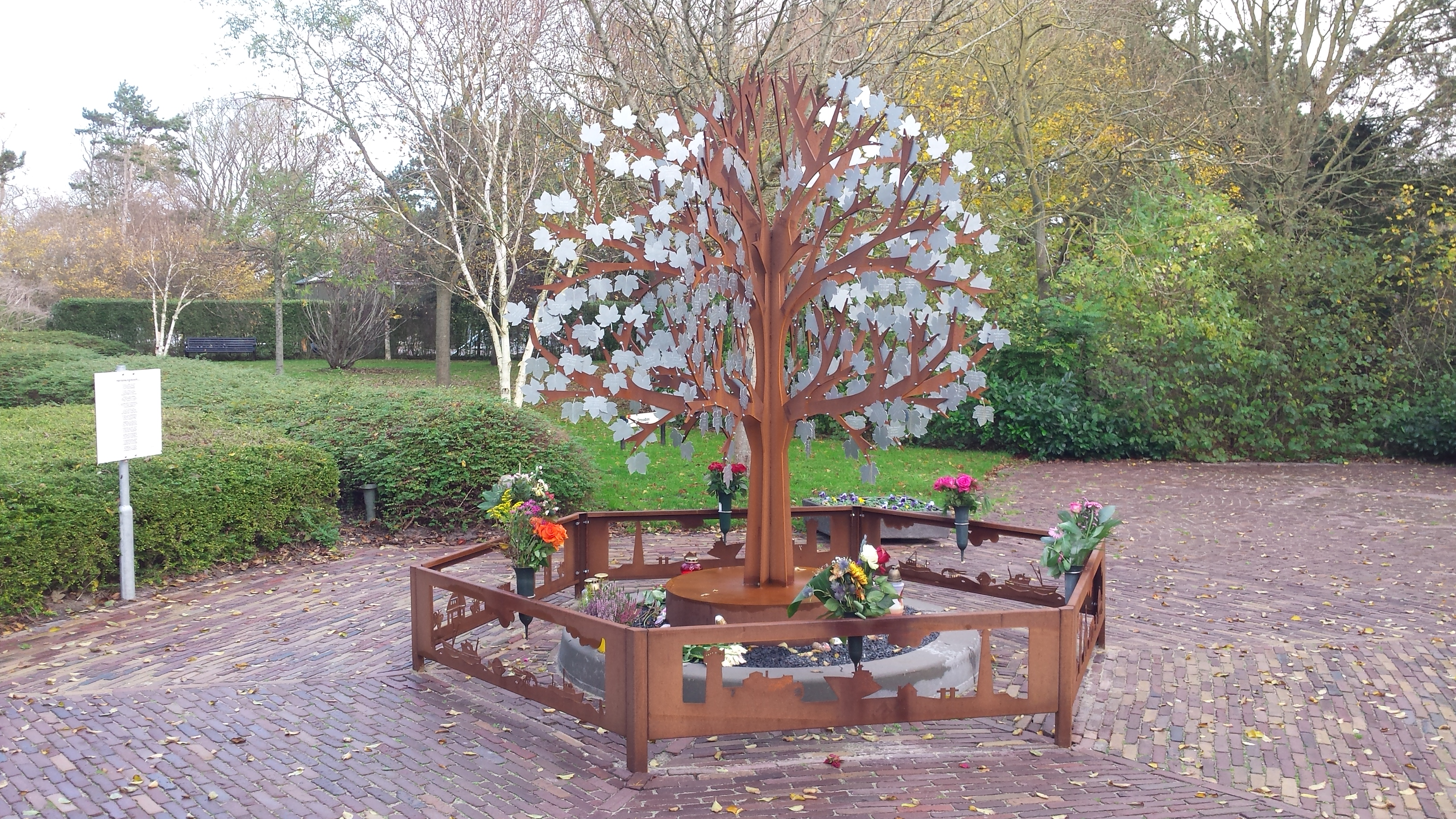
Gedenkboom met blaadjes
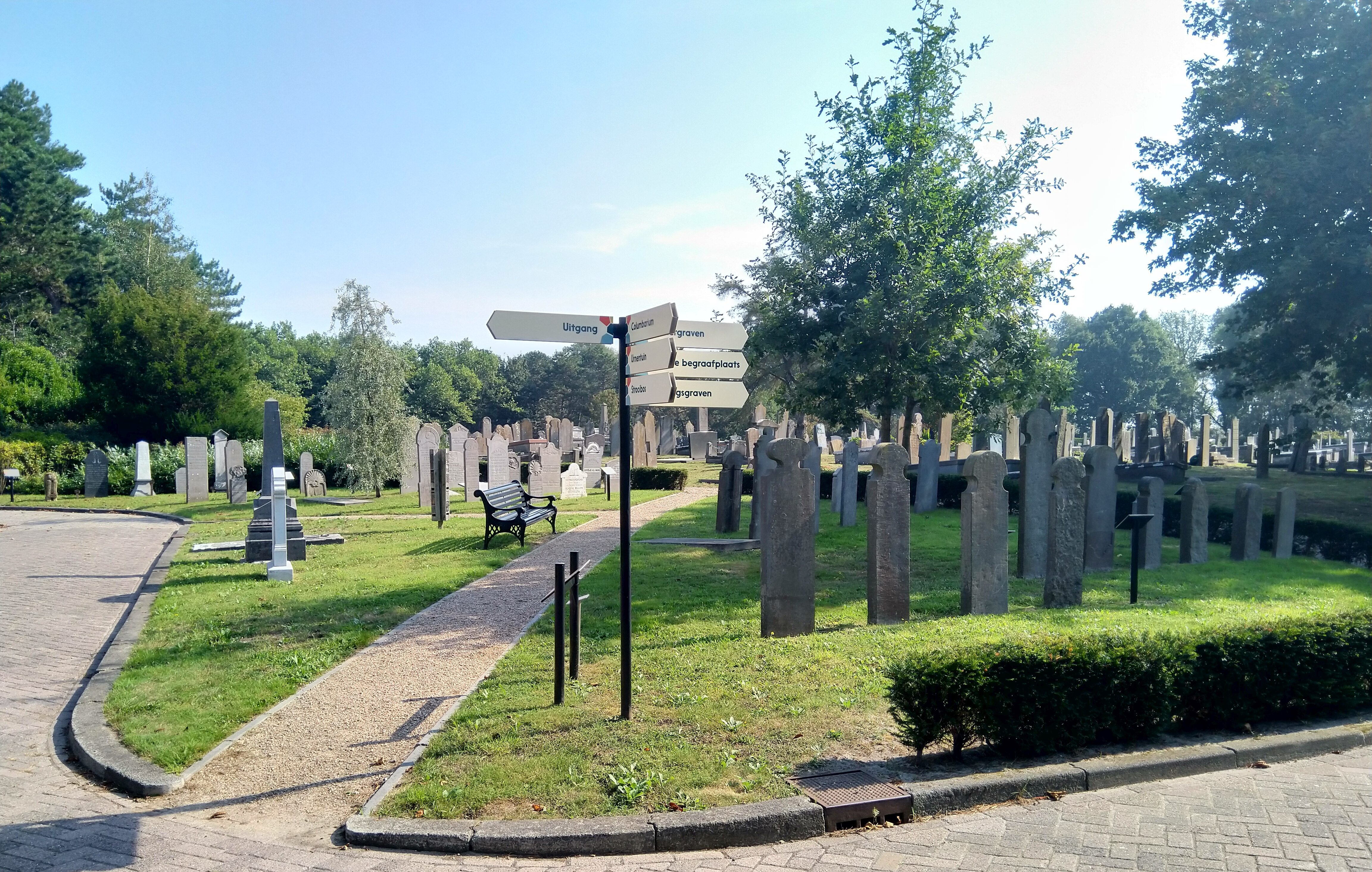
Historische gedenktuin

## Monumenten

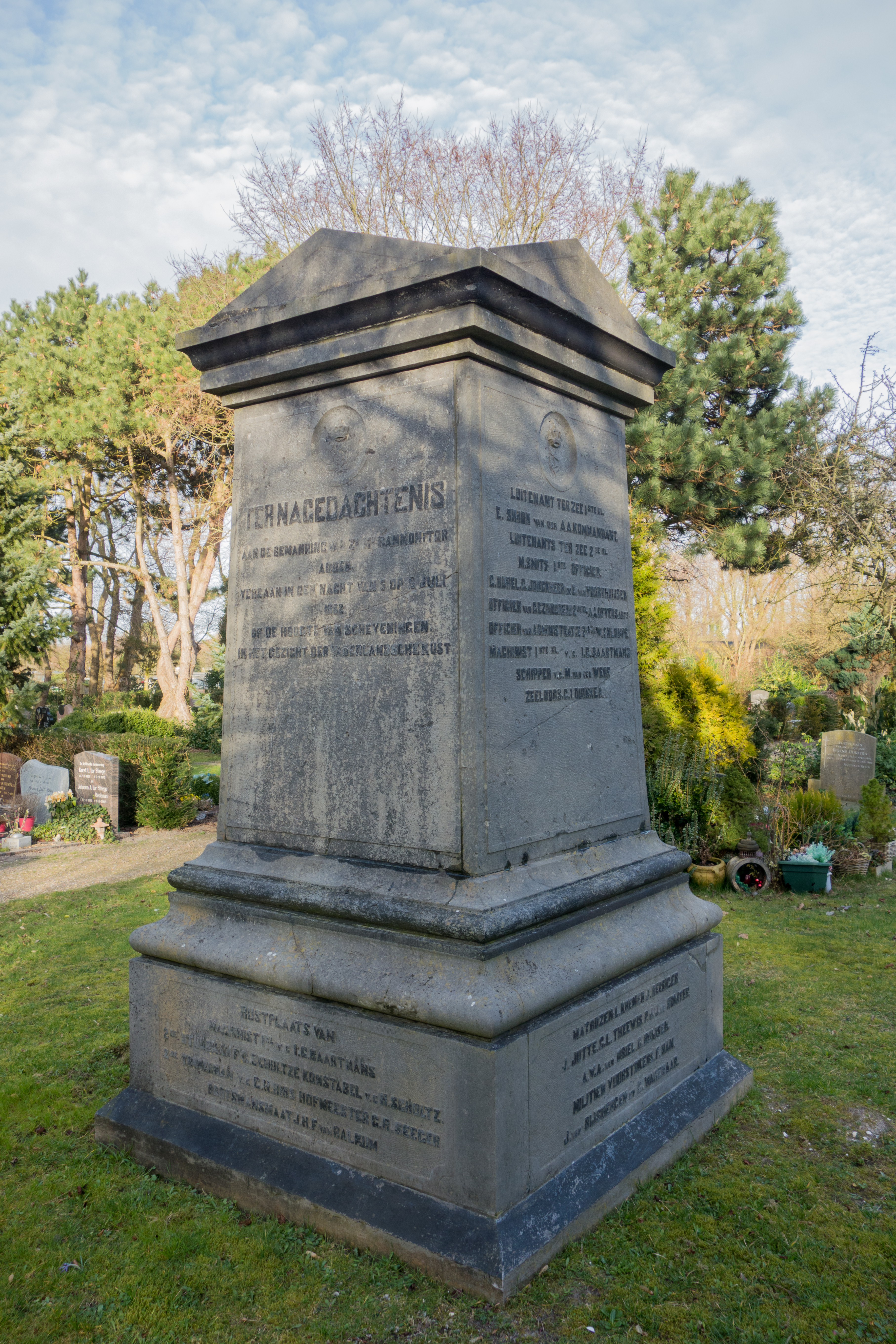
Gedenkteken Zr.Ms. Adder
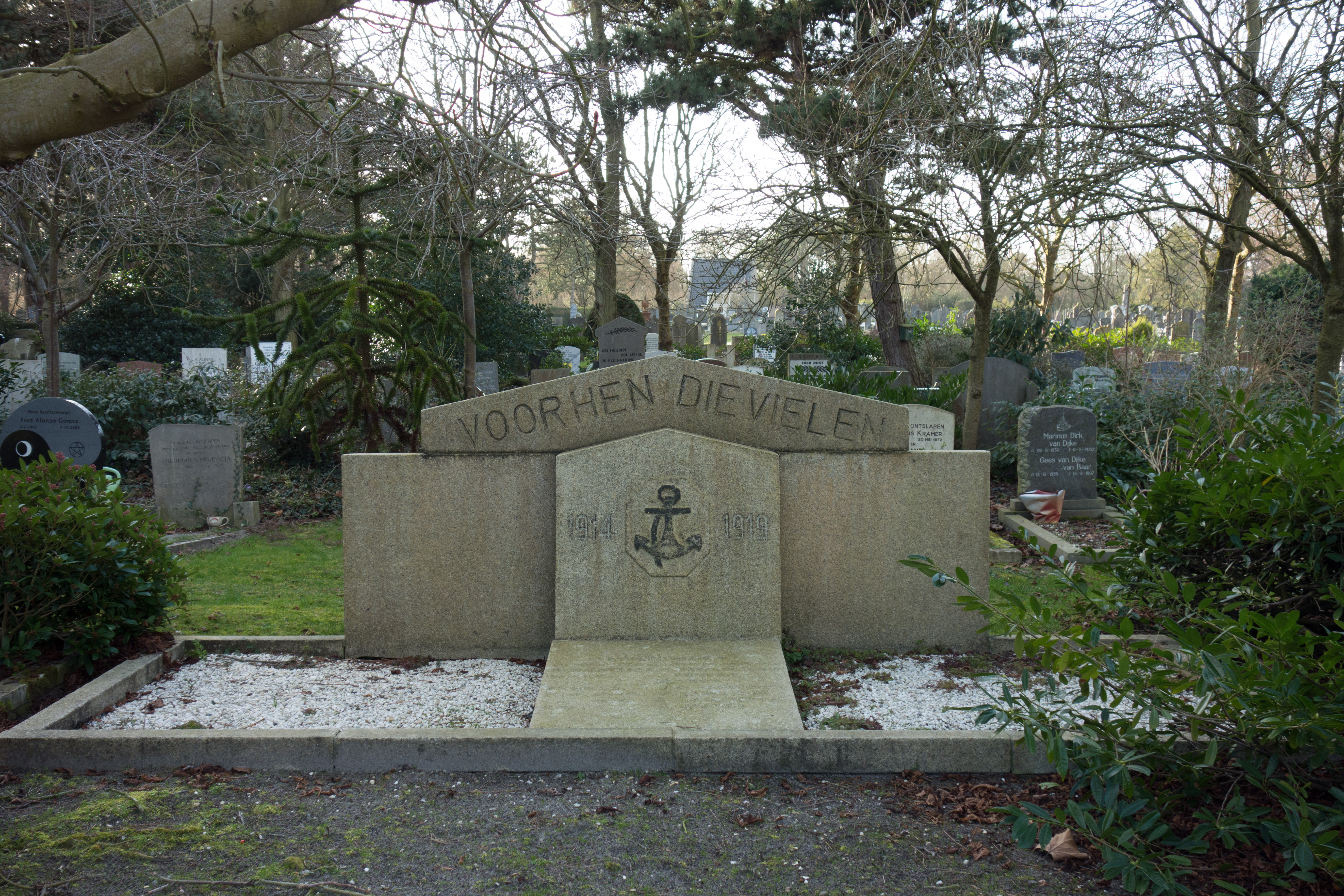
Grafmonument Voor hen die vielen
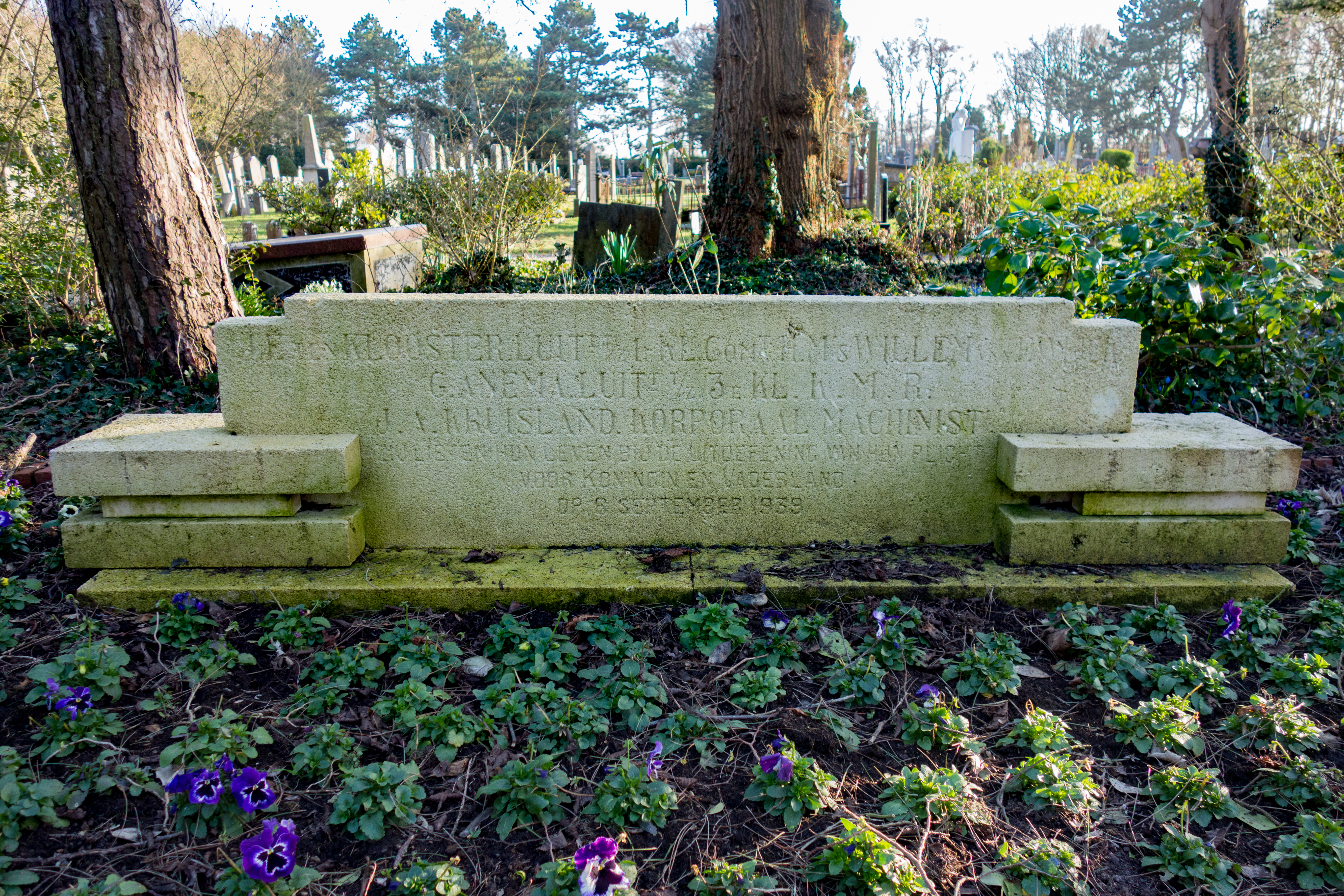
Grafmonument Hr.Ms. Willem van Ewijck
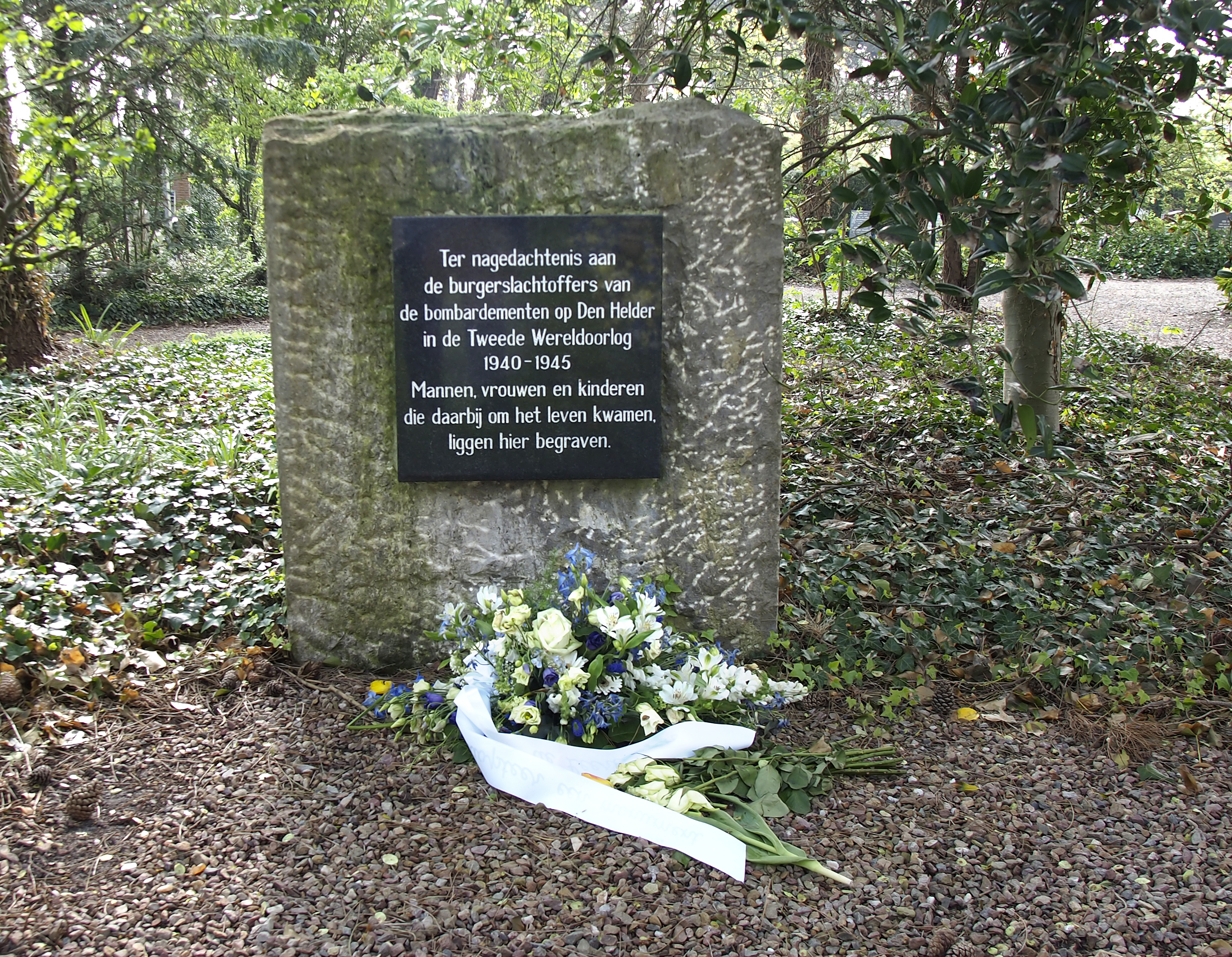
Monument voor burgerslachtoffers
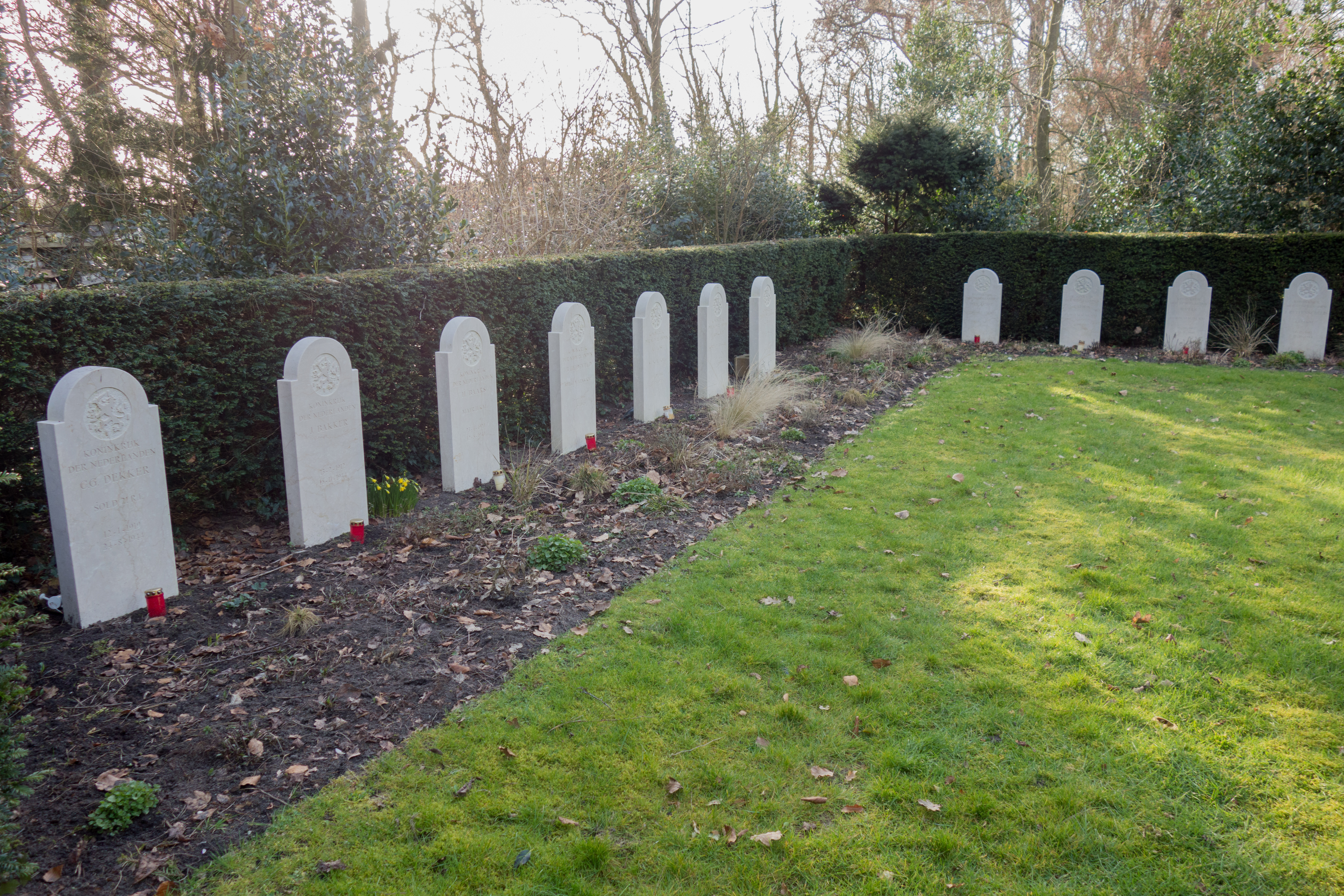
Oorlogsgraven
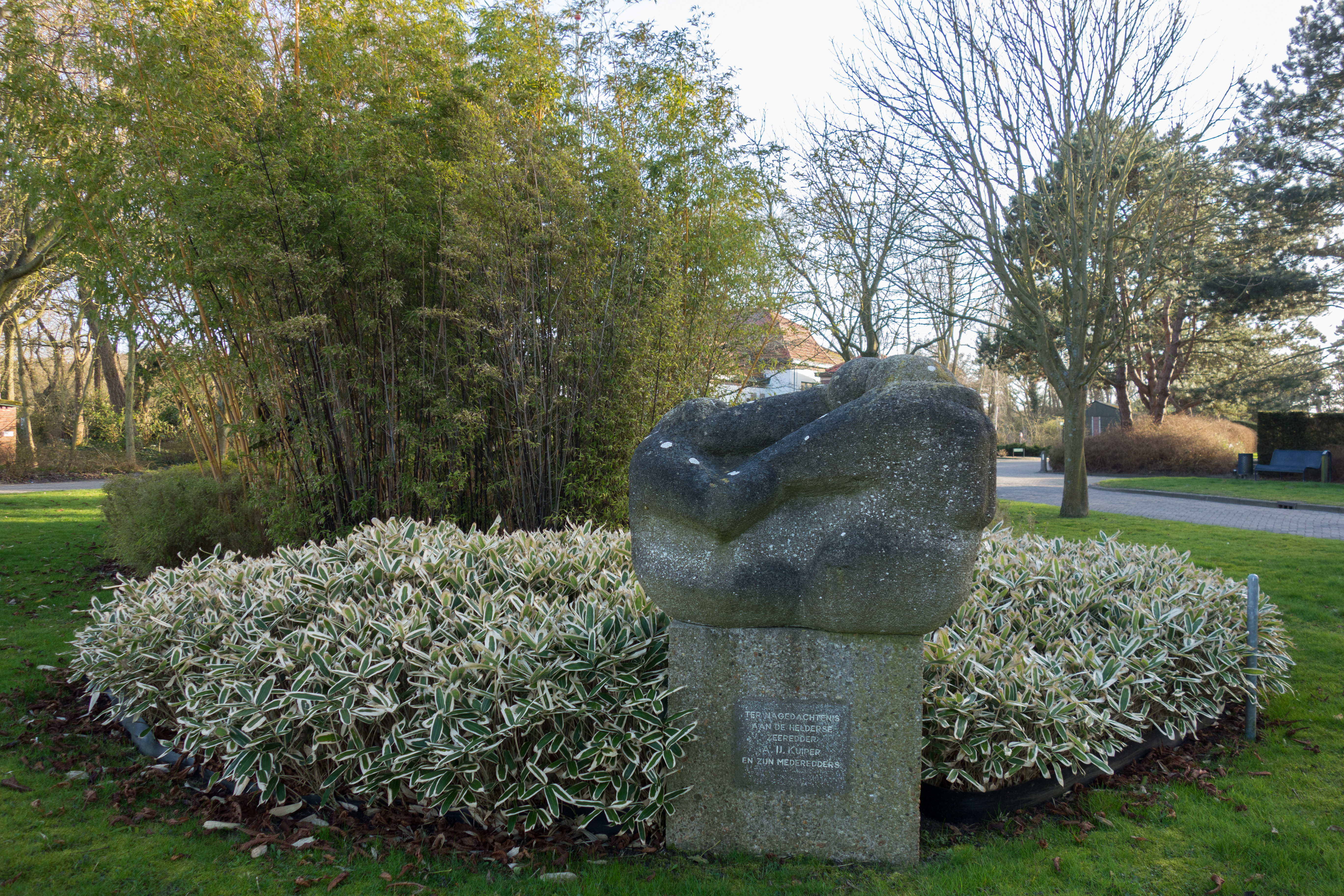
Monument Janus Kuiper

### Zr.Ms. Adder
Op 5 juli 1882 verging rammonitor Adder voor de kust van Scheveningen. Hierbij kwamen alle 66 opvarenden om het leven. Precies een jaar na de ramp werd een gedenkteken onthuld op de plek waar 28 van de slachtoffers in één graf begraven liggen.

### Eerste Wereldoorlog
In het grafmonument Voor hen die vielen liggen zes van de tien omgekomen bemanningsleden begraven van het schip Hr.Ms. Frans Naerebout die op 2 mei 1918 bij Terschelling op een mijn voer.

### Hr.Ms. Willem van Ewijck
Mijnenveger Hr.Ms. Willem van Ewijck brak op 8 september 1939 in tweeën en zonk nadat het op een mijn was gevaren. Het incident kostte aan 30 bemanningsleden het leven. Twee van hen liggen onder een grafmonument begraven op de begraafplaats.

### Oorlogsmonument
Op de begraafplaats werd op 5 mei 2006 het Monument voor Bombardementsslachtoffers onthuld door burgemeester G.H. Faber. Het herdenkt 38 slachtoffers van het bombardement in de nacht van 24-25 juni 1940. De eerste bommen werden afgeworpen door Britse vliegers, die de Rijkswerf hadden moeten treffen. Latere bommen werden waarschijnlijk door de Duitsers afgeworpen. De begrafenis van de slachtoffers was op 28 juni.
'TER NAGEDACHTENIS AAN 
 DE BURGERSLACHTOFFERS VAN 
 DE BOMBARDEMENTEN OP DEN HELDER
 
IN DE TWEEDE WERELDOORLOG 
 1940-1945 
 MANNEN, VROUWEN EN KINDEREN 
 DIE DAARBIJ OM HET LEVEN KWAMEN, 
 LIGGEN HIER BEGRAVEN.

### Oorlogsgraven
Er zijn twintig oorlogsgraven te vinden uit de Tweede Wereldoorlog. Deze graven zijn 'geadopteerd' door een basisschool die jaarlijks een herdenking organiseert.

### Zeeredder Janus Kuiper
Nabij de hoofdingang staat een monument ter nagedachtenis aan zeeredder Adrianus IJsbrand Kuiper. Het is gemaakt door Jan Dokter en werd onthuld in 1981.

## Bunkers

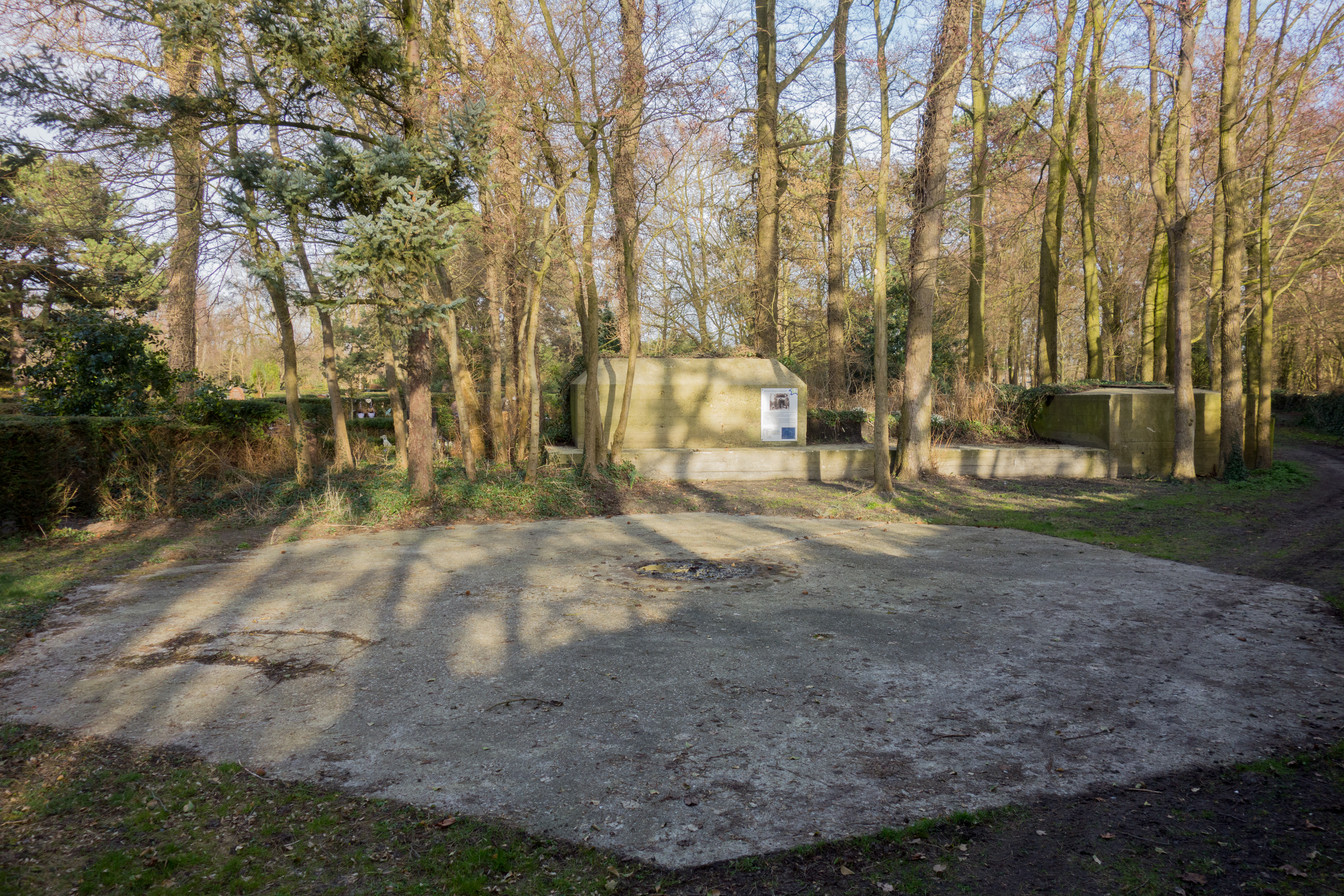
Batterij begraafplaats

Als onderdeel van Stelling Den Helder werd eind jaren 1930 Batterij Begraafplaats gebouwd. Tegenwoordig zijn er nog restanten te zien waaronder een manschappenverblijf, een munitiebergplaats en een bedding.

## Bekende personen
Onder andere de volgende personen liggen op de begraafplaats begraven.
- Dirk Albertus Bakkenes, Engelandvaarder
- Coen Bot, redder
- Jan T. Bremer, geograaf en historicus
- Dooitze Eelkes Hinxt, marineofficier
- Janus Kuiper, redder
- Anna Clasina Leijer, fotografe
- Dorus Rijkers, redder
- Karel Johannes Cornelis Stakman Bosse, burgemeester van Den Helder
- Ruud van de Wint, kunstenaar